# Xã Brule, Quận Union, South Dakota
Xã Brule (tiếng Anh: Brule Township) là một xã thuộc quận Union, tiểu bang Nam Dakota, Hoa Kỳ. Năm 2010, dân số của xã này là 242 người.